# (7683) Wuwenjun
(7683) Wuwenjun (1997 DE) – planetoida z grupy pasa głównego asteroid okrążająca Słońce w ciągu 3,4 lat w średniej odległości 2,26 j.a. Odkryta 19 lutego 1997 roku.